# Останалите (сериал)
„Останалите“ (на английски: The Leftovers) е американски драматичен сериал по идея на Деймън Линдълоф и Том Перота, базиран на едноименния роман на Том Перота. Излъчването му е по HBO от 29 юни 2014 г. до 4 юни 2017 г. Действието се развива три години след внезапното изчезване на два процента от населението на планетата.
Много критици определят сериала като един от най-добрите за всички времена. Музиката, композирана от Макс Риктър, също получава положителна оценка. Въпреки посредствените рейтинги по времето на излъчването си сериалът се превръща в култов. Положителни сравнения биват правени между него и „Изгубени“, на който Линдълоф също е един от създателите.